# Baumhauerita
La baumhauerita és un mineral de la classe dels sulfurs, que pertany al grup de la sartorita. Rep el nom en honor de Heinrich Adolf Baumhauer (26 d'octubre de 1848 Bonn, Alemanya - 1 d'agost de 1926 Friburg, Suïssa], professor de mineralogia de la Universitat de Friburg, Suïssa.

## Característiques
La baumhauerita és una sulfosal de fórmula química Pb₁₂As₁₆S₃₆. Cristal·litza en el sistema triclínic. La seva duresa a l'escala de Mohs és 3.
Segons la classificació de Nickel-Strunz, la baumhauerita pertany a «02.HC: Sulfosals de l'arquetip SnS, amb només Pb» juntament amb els següents minerals: argentobaumhauerita, chabourneïta, dufrenoysita, guettardita, liveingita, parapierrotita, pierrotita, rathita, sartorita, twinnita, veenita, marumoïta, dalnegroïta, fülöppita, heteromorfita, plagionita, rayita, semseyita, boulangerita, falkmanita, plumosita, robinsonita, moëloïta, dadsonita, owyheeïta, zoubekita i parasterryita.

## Formació i jaciments
Va ser descoberta a la pedrera Lengenbach, situada a la comuna de Binn, a Valais, Suïssa. També ha estat descrita a la propera localitat de Reckibach, així com al Canadà, els Estats Units, el Perú, Àustria, Itàlia, l'Iran, Kirguizstan, el Japó i Austràlia.